# Mustafa Erhan Hekimoğlu
Mustafa Erhan Hekimoğlu (Istanbul, 22 aprile 2007) è un calciatore turco, attaccante del Beşiktaş.

## Carriera

### Club
Hekimoğlu è cresciuto nel settore giovanile del Beşiktaş, dove ha debuttato a livello professionistio il 14 dicembre 2023 nell'incontro di Conference League vinto 2-0 contro il Lugano. Ha segnato il suo primo gol il 3 agosto 2024 nella Supercoppa di Turchia vinta 5-0 contro il Galatasaray.

### Nazionale
Ha giocato con le nazionali giovanili turche Under-15, Under-16, Under-17 ed Under-21.
Nel maggio 2025 viene convocato per la prima volta in nazionale maggiore, in vista delle gare amichevoli di giugno.

## Statistiche

### Presenze e reti nei club
aggiornato al 12 dicembre 2024
| Stagione        | Squadra         | Campionato      | Campionato | Campionato | Coppe nazionali | Coppe nazionali | Coppe nazionali | Coppe continentali | Coppe continentali | Coppe continentali | Altre coppe | Altre coppe | Altre coppe | Totale | Totale | Totale |
| Stagione        | Squadra         | Comp            | Pres       | Reti       | Comp            | Pres            | Reti            | Comp               | Pres               | Reti               | Comp        | Pres        | Reti        | Pres   | Reti   |        |
| --------------- | --------------- | --------------- | ---------- | ---------- | --------------- | --------------- | --------------- | ------------------ | ------------------ | ------------------ | ----------- | ----------- | ----------- | ------ | ------ | ------ |
| 2023-2024       | Beşiktaş        | SL              | 6          | 0          | CT              | 1               | 0               | UECL               | 1                  | 0                  |             | -           | -           | 8      | 0      |        |
| 2024-2025       | Beşiktaş        | SL              | 6          | 0          | CT              | 0               | 0               | UEL                | 6                  | 0                  | ST          | 1           | 1           | 5      | 1      |        |
| Totale Beşiktaş | Totale Beşiktaş | Totale Beşiktaş | 12         | 0          |                 | 1               | 0               |                    | 7                  | 0                  |             | 1           | 1           | 21     | 1      |        |
| Totale carriera | Totale carriera | Totale carriera | 12         | 0          |                 | 1               | 0               |                    | 7                  | 0                  |             | 1           | 1           | 21     | 1      |        |

## Palmarès

### Club

#### Competizioni nazionali
- Coppa di Turchia: 1

Beşiktaş: 2023-2024
- Supercoppa di Turchia: 1

Beşiktaş: 2024